# Baptistère de Riva San Vitale
Le baptistère de Riva San Vitale, appelé en italien Battistero di San Giovanni, est un baptistère dédié à Jean le Baptiste et situé sur le territoire de la commune tessinoise de Riva San Vitale, en Suisse.

## Histoire
Selon l'avis des historiens, la baptistère a été construit entre la fin du Ve siècle et le début du VIe siècle, peut-être sur les fondations d'une villa ou de thermes romaine ; cette théorie expliquerait la présence d'éléments remontant à la période romaine dans l'édifice. À côté du bâtiment se trouvait une basilique, probablement construite entre le IXe siècle et le Xe siècle et utilisée par la communauté de Mendrisio ; cette basilique, remplacée par l'actuelle église paroissiale en 1759, était reliée au baptistère par un péribole.
Très mal conservé, le baptistère a été restauré entre 1953 et 1955 ; lors de ces travaux, le bâtiment a été isolé de ses voisins.

## Bâtiment
Le baptistère est construit sur un plan carré formé par des murs solides faits de blocs de pierre locale. L'abside située sur le côté ouest a probablement été réalisée plus tardivement. Le fait du bâtiment se compose d'une tour-lanterne octogonale recouverte d'un toit de tuiles. Deux entrées se font face : l'une pour l'entrée des catéchumènes et l'autre pour leur sortie après le rite.
À l'intérieur se trouve une ancienne cuve baptismale composée d'un grand monolithe de gneiss également de forme octogonale d'environ 1,9 mètre de diamètre pour 60 centimètres de hauteur. Elle se trouve au centre de la salle bordée de niches creusées dans les murs.
Le bâtiment est inscrit comme bien culturel d'importance nationale.

## Sources
- (it) Cet article est partiellement ou en totalité issu de l’article de Wikipédia en italien intitulé « Battistero di San Giovanni (Riva San Vitale) » (voir la liste des auteurs).